# Residenztheater (München)

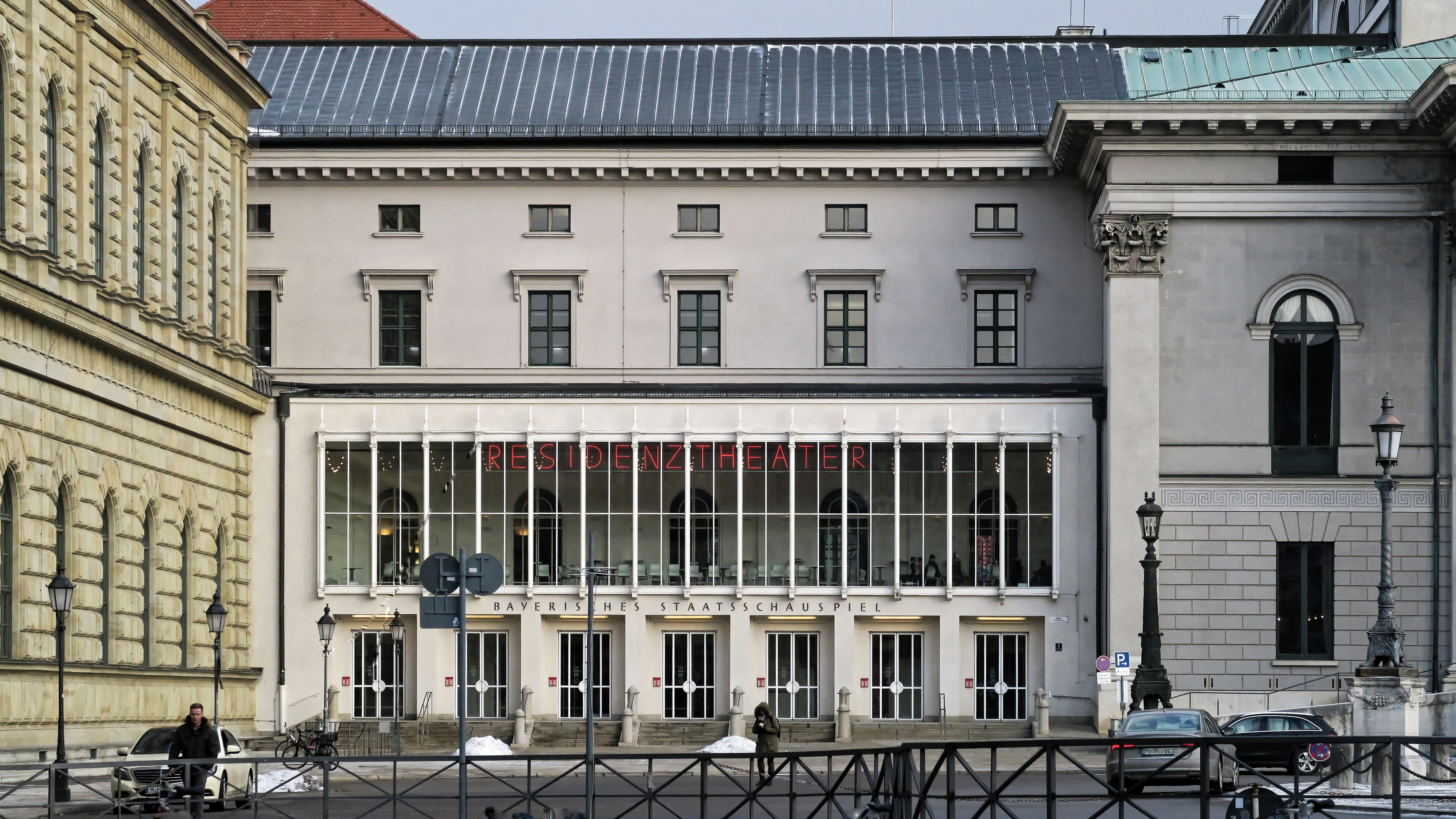
Das Residenztheater in München

Das Residenztheater am Max-Joseph-Platz in München ist Hauptspielstätte des Bayerischen Staatsschauspiels, das namentlich mit dem Residenztheater meist gleichgesetzt wird. Umgangssprachlich wird das Residenztheater von den Münchnern als „das Resi“ bezeichnet. Es ist nicht zu verwechseln mit dem benachbarten Nationaltheater.

## Altes Residenztheater (1753)

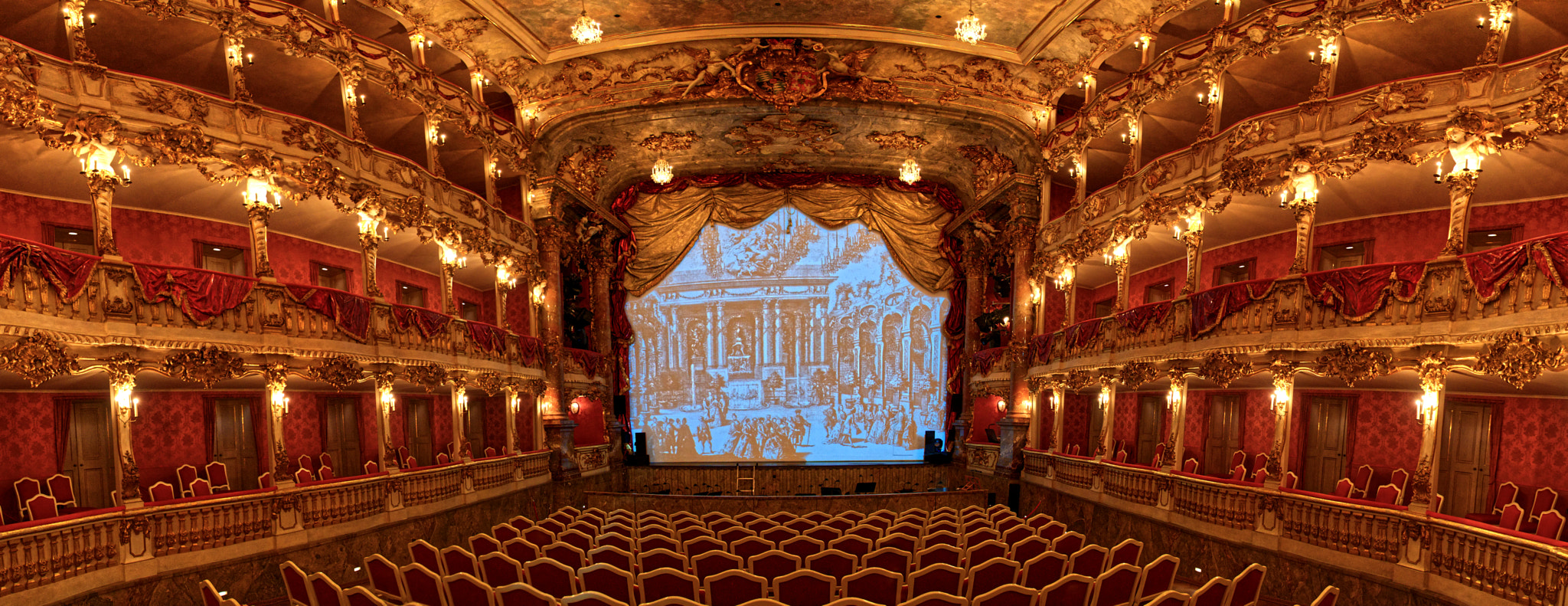
Innenraum des Alten Residenz- bzw. Cuvilliés-Theaters

Als das Salvatortheater am Salvatorplatz, wo der bayerische Hof vor allem italienische Opern spielen ließ, baufällig geworden war und der St.-Georg-Theatersaal der Residenz durch ein Feuer zerstört wurde, ließ Kurfürst Maximilian III. Joseph von 1751 bis 1753 ein neues Residenztheater in der Münchner Residenz als Opernbühne errichten. Der prachtvolle Rokokobau wurde durch den Hofbaumeister François de Cuvilliés d. Ä. errichtet. Mit der Oper Catone in Utica von Giovanni Battista Ferrandini erfolgte die Einweihung. 1781 wurde Mozarts Idomeneo uraufgeführt.
Als die erste stehende deutsche Theatertruppe unter Kurfürst Karl Theodor nach der Auflösung der italienischen Oper als „National-Schaubühne“ in das „Kurfürstliche Hof- und Nationaltheater“ (wie ab 1795 das Alte Residenztheater genannt wurde) überwechselte, konnte das baufällige Haus am Salvatorplatz 1799 geschlossen werden. Für ein großes Publikum war das Theater mit 560 Plätzen jedoch zu klein, in München entstand daher nach 1800 das Nationaltheater als Hauptspielort der Bayerischen Staatsoper; das Residenztheater wurde aber weiterhin für Aufführungen benutzt und nach zeitweiser Zweckentfremdung als Dekorationsmagazin auf Wunsch von König Max II. Joseph restauriert. Im Zweiten Weltkrieg wurde das Theater zerstört, der Zuschauerraum mit den Logenrängen war aber zuvor ausgelagert worden.

### Cuvilliés-Theater
In den 1950er Jahren wurden die Stimmen immer lauter, die eine Rekonstruktion des alten Residenztheaters von Cuvilliés forderten. Da ein Wiederaufbau an der ursprünglichen Stelle durch das inzwischen dort errichtete Neue Residenztheater (siehe folgender Abschnitt) nicht möglich war, wurde es 1958 an anderer Stelle in der Residenz, im ehemaligen Apothekerstock des Festsaalbaus, neu aufgebaut; der Zuschauerraum wurde mit Hilfe der im Krieg ausgelagerten Teile weitgehend originalgetreu rekonstruiert. Dieses Theater wird seither Altes Residenztheater oder Cuvilliés-Theater genannt. Das Theater kann besichtigt werden und wird gelegentlich auch durch Ensembles der Bayerischen Staatstheater bespielt.

## Das Residenztheater während des Nationalsozialismus (1933–1945)
Das Residenztheater initiierte mit der Premiere von „Mitläufer“ am 9. November 2023 den Prozess einer fundierten Aufarbeitung um seine Rolle, die Dimensionen und die weitreichende Verantwortung des Bayerischen Staatsschauspiels im Nationalsozialismus aufzuarbeiten. Zu Beginn dieses andauernden Prozesses wurden der deutsch-israelische Regisseur Noam Brusilovsky und für die Recherche Lotta Beckers damit beauftragt sich mit dem widersprüchlichen Erbe seiner Leitungsfiguren der 30er und 40er Jahre zu beschäftigen. In ihrem Rechercheprojekt „Mitläufer“ wird ein Fokus auf den Chefdramaturgen Curt Langenbeck (1938–1945) und die beiden Intendanten Oskar Walleck (1934–1938) und Alexander Golling (1938–1945) gerichtet. Die Ergebnisse dieser Recherche und weiterführende künstlerische sowie wissenschaftliche Aufarbeitungsschritte bilden einen festen Bestandteil für die historische Reflexion über das Residenztheater und seine NS-Vergangenheit.

### Oskar Walleck: Karriere in den Diensten der NSDAP
In den frühen Jahren der NS-Herrschaft prägte Oskar Walleck das Münchner Residenztheater. 1932 trat er der SS bei und wurde im darauffolgenden Jahr Mitglied der NSDAP. Auf Grund seiner Theaterkarriere wurde er 1934 zum Generalintendanten des Bayerischen Staatstheaters ernannt. In dieser Position war er sowohl für das Staatsschauspiel als auch für die Staatsoper verantwortlich. Neben seinen Theateraufgaben übernahm er wichtige Funktionen wie die Präsidentschaft des Deutschen Bühnenvereins und nach Berufung durch Joseph Goebbels die Mitgliedschaft im Präsidialrat der Reichstheaterkammer. 1936 wurde er zum Leiter der Obersten Theaterbehörde in Bayern ernannt, einer neu geschaffenen Behörde im Innenministerium der NSDAP.
Oskar Walleck beteiligte sich aktiv an der Umsetzung der Nürnberger Gesetze von 1935, indem er sich gegen die Weiterbeschäftigung von Schauspielerinnen und Schauspielern mit jüdischen Ehepartnerinnen oder Ehepartnern aussprach und einen Theaterkritiker im selben Jahr als „jüdisch“ denunzierte. Nach seiner Beurlaubung im September 1938 setzte er seine Karriere im von Deutschland besetzten Tschechien als Generalintendant der Deutschen Theater Prag 1939 fort.

### Alexander Golling und Curt Langenbeck: Neue Akteure im NS-Kontext
Nach Wallecks Ausscheiden übernahm Alexander Golling die Leitung des Staatsschauspiels. Golling, Mitglied der NSDAP seit 1933 und kurz zuvor zum Staatsschauspieler ernannt, führte das Theater von 1938 bis 1945, in einer Zeit, in der die Kunst eng mit der nationalsozialistischen Ideologie verflochten war. Alexander Golling verkehrte sowohl vor als auch während seiner Tätigkeit als Staatsintendant am Residenztheater in den obersten Kreisen der NSDAP, unter anderem mit Adolf Hitler und Kultusminister und Gauleiter Adolph Wagner. Als Chefdramaturg wurde Curt Langenbeck eingesetzt, ein systemtreuer Dramatiker, der zwar kein Parteimitglied war, aber eine völkisch orientierte Denkweise vertrat und in seiner Tätigkeit als Schriftsteller an der Ausgestaltung der NS-Ideologie arbeitete.

## Neues Residenztheater (1951)

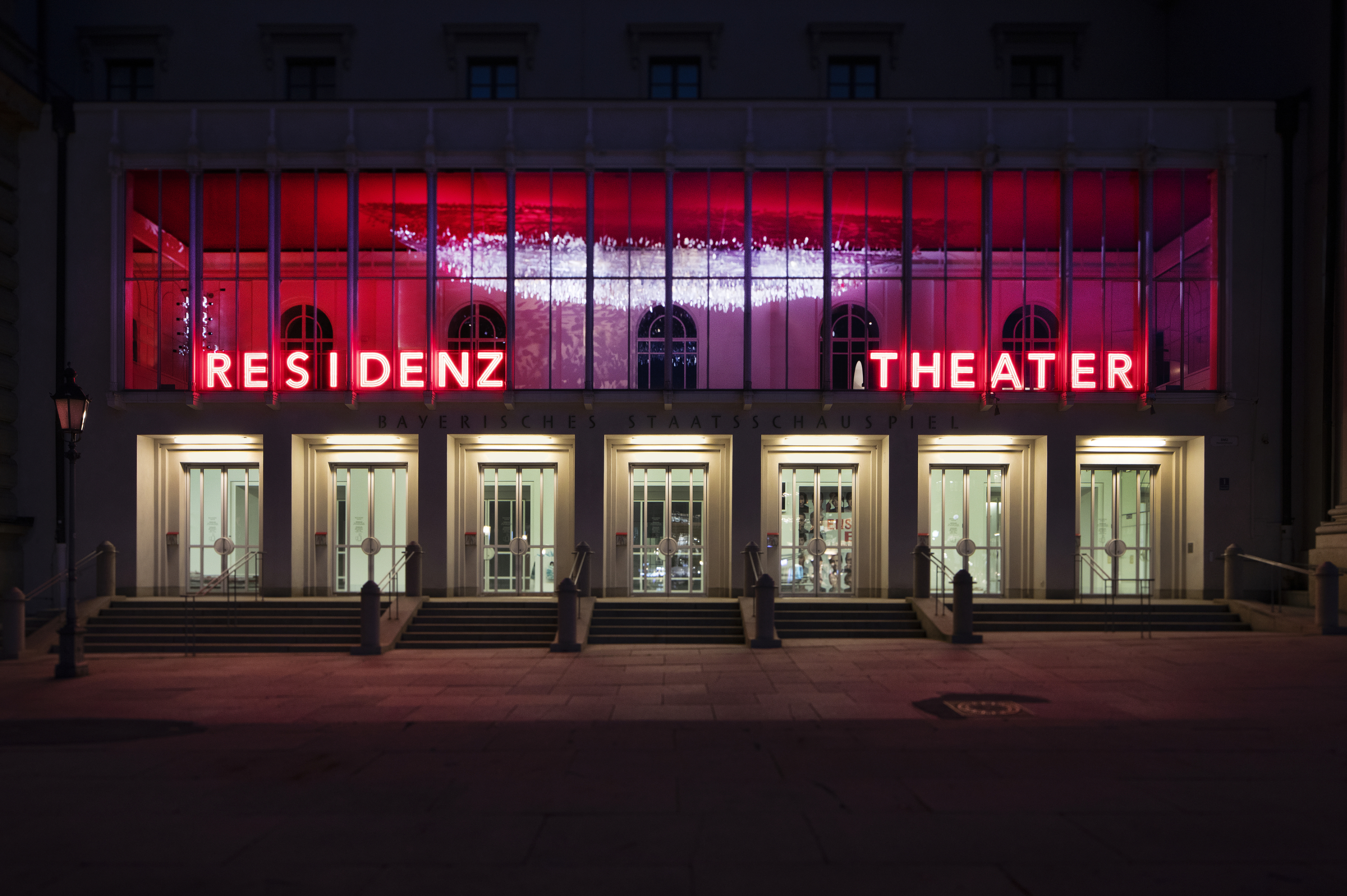
Neues Residenztheater bei Nacht

Nach der Zerstörung im Zweiten Weltkrieg wurde zwischen 1949 und 1951 auf den Grundmauern des alten Residenztheaters ein neues Theater, das heutige Residenztheater, errichtet. Außer den in den neuen Bau integrierten Umfassungsmauern hat das neue Haus jedoch nichts mehr mit dem alten Hoftheater gemein. Die Fassade zwischen Nationaltheater und Königsbau der Residenz gestaltete der Architekt Karl Hocheder jedoch klassizierend mit sieben Eingangsportalen im Erdgeschoss, darüber eine durchgehende von schmalen Stahlsäulen gegliederte Glasfront, hinter der im Obergeschoss die Wandelhalle liegt. Darüber liegen noch an der zurückgesetzten Fassade des zweiten Obergeschosses sechs Fenster mit Mezzanin, dort wo einst der 1854 errichtete Wintergarten des Königs lag.
Im Inneren führt die eingezwängte Lage des Baus zu einer Achsenverschiebung von Eingangshalle und Zuschauerraum nach Norden. Die Bühnenanlage sollte modernsten Ansprüchen gerecht, die Zuschauerzahl verdoppelt werden. Hocheder und der für die Bühnentechnik zuständige Professor Adolf Linnebach entwarfen ein mit über 1000 Sitzplätzen ausgestattetes Theater mit einer der am besten ausgestatteten wandlungsfähigen Bühnen seiner Zeit. Der Neubau wurde jedoch wegen der unerwartet hohen Kosten und der wenig bemerkenswerten architektonischen Gestaltung an einem derart wichtigen städtebaulichen Ort in der Öffentlichkeit wie in Fachkreisen heftig kritisiert. Trotz der Schwierigkeiten der Nachkriegszeit wurde das neuerbaute Residenztheater am 28. Januar 1951 zum ersten Mal mit Der Verschwender von Ferdinand Raimund bespielt.
Ab dem 1. August 1988 wurde das Theater nach Plänen Alexander Freiherr von Brancas umfassend renoviert und umgestaltet. Nun wurde der Verlust von für die 1950er Jahre typischer Architektur kritisiert. Das Deckengemälde Nachthimmel, das den Raum symbolisch nach oben hin öffnen soll, stammt von Fred Thieler (1988/89) und verschlang den größten Teil der Mittel für Kunst am Bau. Baufehler wie die anfangs schlechte Beleuchtung verursachten zusätzliche Kosten. Am 18. Oktober 1991 wurde das Theater neuerlich mit einer Inszenierung von Raimunds Der Verschwender wieder eröffnet. Nach der Neugestaltung des Zuschauerraums verblieben noch 881 Sitzplätze. 2011 wurden das Foyer und die Räumlichkeiten mit Blick auf den Max-Joseph-Platz im ersten Obergeschoss durch Konstantin Grcic umgestaltet.
In den Spielzeiten 2011/2012 bis 2018/2019 wurde das Residenztheater von dem Österreicher Martin Kušej geleitet und internationale Dramatik von Shakespeare und Schiller über Ibsen bis zur Gegenwart sowie experimentelle und offene Formen wie die Theaterabende von Oliver Frljić, Milo Rau oder Bernhard Mikeska gezeigt. In dieser Zeit arbeiteten u. a. Regisseure wie Frank Castorf, Herbert Fritsch, David Bösch, Mateja Koležnik, Andreas Kriegenburg, Amélie Niermeyer, Tina Lanik, Anne Lenk oder Ulrich Rasche sowie zahlreiche junge Regisseure wie Robert Gerloff, Katrin Plötner oder Zino Wey am Residenztheater.

### Intendanz Andreas Beck (ab 2019)
Seit 2019 ist Andreas Beck Intendant des Bayerischen Staatsschauspiels. Unter seiner künstlerischen Leitung steht das Haus für ein Ensembletheater, das den Schwerpunkt auf zeitgenössische Dramatik mit Uraufführungen und Neudichtungen neben der Pflege eines klassischen Repertoires legt. Klassische Stoffe und Texte werden aus dem Hier und Jetzt heraus befragt und erfahren eine Neudichtung oder Übertragung. Mit der Uraufführung von Ewald Palmetshofers für das Residenztheater als Auftragswerk entstandenem Theatertext Die Verlorenen wurde die erste Spielzeit der neuen Intendanz am 19. Oktober 2019 im Residenztheater eröffnet.

#### Regisseure
Am Residenztheater arbeiten die Hausregisseure:
- Claudia Bauer
- Alexander Eisenach
- Elsa-Sophie Jach
- Thom Luz und
- Nora Schlocker

sowie weitere bekannte Regisseure, u. a. Stefan Bachmann, Sebastian Baumgarten, Calixto Bieito, Michał Borczuch, Robert Borgmann, Silvia Costa, Johannes Holmen Dahl, András Dömötör, Max Färberböck, Joe Hill-Gibbins, Karin Henkel, Schorsch Kamerun, Anna Karasińska, Peter Kastenmüller, Stephan Kimmig, Tilmann Köhler, Bastian Kraft, Daniela Kranz, Antonio Latella, Kyungsung Lee, Miloš Lolić, FX Mayr, Claus Peymann, Stefan Pucher, Ulrich Rasche, Georg Ringsgwandl, Matthias Rippert, Lydia Steier, Philipp Stölzl, Simon Stone, Jakab Tarnóczi, Yana Eva Thönnes, Evgeny Titov und Luise Voigt.

#### Ensemble
Mit knapp 50 Ensemblemitgliedern gehört das Residenztheater zu den größten Sprechtheatern des deutschsprachigen Raums. Zum Ensemble gehören: Liliane Amuat, Linda Blümchen, Sibylle Canonica, Felicia Chin-Malenski, Carolin Conrad, Robert Dölle, Anna Drexler, Vincent Glander, Michael Goldberg, Evelyne Gugolz, Thomas Hauser, Pia Händler, Isabell Antonia Höckel, Steffen Höld, Barbara Horvath, Patrick Isermeyer, Florian Jahr, Naffie Janha, Katja Jung, Delschad Numan Khorschid, Nicola Kirsch, Juliane Köhler, Thomas Lettow, Vincent zur Linden, Florian von Manteuffel, Nicola Mastroberardino, Max Mayer, Barbara Melzl, Niklas Mitteregger, Johannes Nussbaum, Thomas Reisinger, Max Rothbart, Lea Ruckpaul, Lukas Rüppel, Pujan Sadri, Steven Scharf, Hanna Scheibe, Myriam Schröder, Lisa Stiegler, Oliver Stokowski, Cathrin Störmer, Moritz von Treuenfels, Dominikus Weileder und Simon Zagermann.

#### Auszeichnungen
Unter der Intendanz von Andreas Beck wurden drei Inszenierungen des Residenztheaters zum Berliner Theatertreffen eingeladen.
- Graf Öderland von Max Frisch (Regie: Stefan Bachmann)[7]

- Das Vermächtnis (The Inheritance) von Matthew Lopez (Regie: Philipp Stölzl)[8]
- Die Gewehre der Frau Carrar von Bertolt Brecht / Würgendes Blei eine Fortschreibung von Björn SC Deigner (Regie: Luise Voigt)[9]

Das Vermächtnis (The Inheritance) in der Inszenierung von Philipp Stölzl wurde 2022 für den österreichischen Nestroy-Theaterpreis 2022 als "Beste Aufführung im Deutschsprachigen Raum" nominiert.